# تازه‌کند (هریس)
تازه‌کند یکی از روستاهای استان آذربایجان شرقی است که در دهستان باروق بخش مرکزی شهرستان هریس شهرستان هریس واقع شده‌است.

## تاریخچه
در کتاب وقف‌نامه ربع رشیدی نوشته رشیدالدین فضل الله همدانی (قرن هفتم هجری) از این روستا با نام "مزرعه شمشاد" یاد شده و در ردیف ۲۳۴ صورت موقوفات ربع رشیدی چنین آمده است:
"مزرعه که مشهور و معروف است به مزرعه شمشاد از مزارع ناحیه خانمرود از بلاد آذربایجان ، حدودش متصل به اراضی قریه هرس و به اراضی قریه قزلجه و به اراضی قریه باروج و به تلی که مشهور است به سرخه کمر، با توابع و لواحق."